# Malia Baker
Pour les articles homonymes, voir Baker.
Malia Baker, née le 18 décembre 2006, est une actrice canadienne et botswanaise. Elle est principalement connue pour incarner Mary Anne Spier dans la série Netflix Les Baby-sitters. et Chloe Charming dans Descendants: L’Ascension de Red.

## Biographie
Malia Baker est né le 18 octobre 2006 au Botswana mais grandit au Canada à Vancouver: Elle a une petite soeur et ses parents apparaissent régulièrement sur ses réseaux sociaux (maliabakermsb)
Elle est principalement connue pour son rôle dans la série Netflix Le Club Des Baby-Sitters sorti en 2020 ou elle interprète le rôle de Mary Anne Spier.
En 2024, elle incarne Chloe Charming, la fille de Cendrillon dans Descendants: L’Ascension de Red.
Elle est également connue pour son rôle dans Fais moi peur à Nickelodeon  ou elle joue le personnage de Gabby Lewis.
Elle est prochainement à l’affiche des films Harvest Moon avec Paul Bettany et Spider & Jessie avec Mckenna Grace et Dacre Montgomery.

## Filmographie

### Cinéma
- À venir :
- Harvest Moon[3] dans le rôle de Bella
- Spider & Jessie[4]
- Thena dans le rôle de Lotus

### Télévision

#### Séries télévisées
- 2019 : A Million Little Things : une petite fille
- 2019 : Flash : Alice Bolen
- 2019 : The Twilight Zone : La quatrième dimension : Anna jeune
- 2020–2021 : Les Baby-sitters : Mary Anne Spier (18 épisodes)
- 2021 : Fais-moi peur ! : Gabby Lewis (6 épisodes)

#### Téléfilms
- 2018 : Un nouveau chapitre pour Noël : Malia Weir (non créditée)
- 2024 : Descendants : L'Ascension de Red (Descendants : The Rise Of Red) de Jennifer Phang : Chloé Charmant
- À venir : Caught in His Web : Olivia